# ラムフォーム・スターリング
ラムフォーム・スターリング（Ramform Sterling）は、ノルウェーの資源調査会社Petroleum Geo-Services(PGS)社が運用していた三次元物理探査船である。経済産業省所管の石油天然ガス・金属鉱物資源機構（JOGMEC、現エネルギー・金属鉱物資源機構）へ売却され、資源調査船たんさとして運用されている。

## 概要
JOGMECの三次元物理探査船としては同じくPGS社から購入された資源（しげん、旧ラムフォーム・ヴィクトリー）があるが、船齢が20年を超え老朽化が進んでいる。本船はこれを更新し、また船主を経産省からJOGMECへ移すことで、国による三次元物理探査の継続的な実施に加え、民間企業による探査への活用等、機動的・効率的な運用を可能にする。民間への物理探査船の貸し出しは平成28年の法改正によって可能となった。
日本への引き渡しは2019年4月下旬を予定しており、売却価格は約130億円とされている。売却後の船名は公募により決定される予定であり、5月28日付でJOGMECは船名”たんさ”での無線局免許を受けている。引き渡し時点で売却額の75％、2020年中に残額が支払われる予定である。建造経費として平成31年度予算までで累計100億円が要求されており、調達事業終了は平成32年度を予定している。10月29日に就航記念式が行われ、船名「たんさ」が正式に公表された。
売却契約には、1年毎に更新される最大10年間のサービス契約が含まれており、この契約についてPGS社は日本郵船と日立製作所との合弁会社を設立している。日本郵船は船舶運航、日立はデータ処理、PGS社は技術・運営サービス、サポート、訓練を担当する予定である。 なお契約にはストリーマの売却は含まれていない。
2020年3月3日に左舷推進モーター1基、4月8日に右舷側1基が故障し、15日に運航を停止した。8月22日にドック入りし、2021年1月29日まで修理が行われた。2月15日には運航を再開した。

## 特徴
ラムフォーム・スターリングは2009年にSTXヨーロッパ造船ラングステン造船所で竣工した。本船はラムフォーム・ソブリンとともにPGS社の”S”型調査船に属している。”S”型はストリーマリール26基を搭載し、22本のストリーマを同時に展開・曳航できる。ストリーマと同時に曳航されるエアガンが海底に地震波を発し、その反射をストリーマで受信することによって精細な三次元地図を作成する。これを分析して資源探査に役立てることができる。ストリーマの展張範囲は幅1500m×長さ8000mに及び、資源（旧ラムフォーム・ヴィクトリー）の属していた”V”型に比べ調査可能面積は60％増加しているとされる。また、電気推進方式を採用しており、優れた環境性能を持っている。
航海計器はX及びSバンド航海レーダー(FAR-2117、FAR-2837)、ソナー(FE-700)、GPS(GP-150)、AIS(FA-150)などフルノ製のものが多く用いられている。